# 综合区 (日本)
综合区（日语：／*/?）是指根据政令指定都市的市长的权限所设立的地区，主要负责处理与该区域相关的事务，以取代行政区（根据《地方自治法》第252条第20款之2）。
综合区制度是在2014年（平成26年）5月的《地方自治法》修正案中引入，并于2016年（平成28年）4月1日开始实施。
综合区的设立是通过市相关条例来实施，不需要经过国家的同意。此外，综合区可以设立在政令指定都市的部分地区，也可以设立在整个地域范围内，还可以选择不进行设立。
目前并没有设置综合区的政令指定都市。

## 综合区长
依照《地区自治法》：
- 综合区的区长（综合区长）是特别职位地方公务员，需经议会同意后由市长任命。
- 综合区长的任期为4年。然而，在任期内市长有权解除其职务。
- 如果新设立了综合区，则在综合区长被任命之前，市长将代理执行综合区长的职责。
- 关于直接请求解除综合区长职务，适用与副市镇解雇相同规定，包括签名收集期限为2个月等。

与传统政令指定都市区长不同之处在于，综合区长被允许任免综合区事务所或其派出机构职员（除非法令另有规定），并对综合区相关收支预算进行执行，并向市长提出意见。